# Eliminatoria al Torneo Sub-20 de la Concacaf 1998
La Eliminatoria al Torneo Sub-20 de la Concacaf 1998 fue la ronda clasificatoria en la que participaron 12 equipos del Caribe y 4 de Centroamérica para determinar a los 4 clasificados a la fase final a disputarse en Guatemala y Trinidad y Tobago.

## Zona Caribeña

### Primera ronda
| Equipo 1              | Agr. | Equipo 2    | Ida | Vuelta |
| --------------------- | ---- | ----------- | --- | ------ |
| Anguila               | 0–12 | Granada     | 0–7 | 0–5    |
| Barbados              | 3–1  | San Vicente | 1–1 | 2–0    |
| Islas Caimán          | 0–1  | Bermudas    | 0–0 | 0–1    |
| Antillas Neerlandesas | 1    | Dominica    | -   | -      |

1- El resultado se desconoce, pero Antillas Neerlandesas fue el que ganó la serie.

### Segunda ronda
Haití, Surinam y Aruba abandonaron el torneo.
| Equipo 1 | Agr. | Equipo 2              | Ida | Vuelta |
| -------- | ---- | --------------------- | --- | ------ |
| Guyana   | 3–1  | Antillas Neerlandesas | 2–0 | 1–1    |
| Granada  | 6–2  | Puerto Rico           | 4–1 | 2–1    |

| País     | J | G | E | P | GF | GC | GD  | Pts |
| -------- | - | - | - | - | -- | -- | --- | --- |
| Jamaica  | 2 | 2 | 0 | 0 | 12 | 2  | +10 | 6   |
| Barbados | 2 | 1 | 0 | 1 | 7  | 7  | 0   | 3   |
| Bermudas | 2 | 0 | 0 | 2 | 1  | 11 | –10 | 0   |

|  | Jamaica  | 6–2 | Barbados |
|  | Barbados | 5–1 | Bermudas |
|  | Bermudas | 0-6 | Jamaica  |

### Fase final
Los partidos se jugaron en Antigua y Barbuda.
| País              | J | G | E | P | GF | GC | GD  | Pts |
| ----------------- | - | - | - | - | -- | -- | --- | --- |
| Jamaica           | 3 | 3 | 0 | 0 | 21 | 1  | +20 | 9   |
| Granada           | 3 | 2 | 0 | 1 | 4  | 6  | –2  | 6   |
| Guyana            | 3 | 1 | 0 | 2 | 3  | 9  | –6  | 3   |
| Antigua y Barbuda | 3 | 0 | 0 | 3 | 1  | 13 | –12 | 0   |

|  | Jamaica           | 6–1 | Granada           |
|  | Guyana            | 3-1 | Antigua y Barbuda |
|  | Jamaica           | 6–0 | Guyana            |
|  | Antigua y Barbuda | 0–1 | Granada           |
|  | Antigua y Barbuda | 0–9 | Jamaica           |
|  | Granada           | 2–0 | Guyana            |

## Zona Centroamericana

### Primera ronda
| Equipo 1    | Agr. | Equipo 2 | Ida | Vuelta |
| ----------- | ---- | -------- | --- | ------ |
| El Salvador | 4–5  | Panamá   | 3–2 | 1–3    |
| Nicaragua   | w.o1 | Honduras | –   | –      |

1- Nicaragua abandonó el torneo.

### Segunda ronda
| Equipo 1 | Agr. | Equipo 2   | Ida | Vuelta |
| -------- | ---- | ---------- | --- | ------ |
| Honduras | 3–2  | Panamá     | 2–1 | 1–1    |
| Belice   | w.o1 | Costa Rica | –   | –      |

1- Belice abandonó el torneo.

## Clasificados al Torneo
| - Jamaica | - Costa Rica | - Honduras |